# Biathlon-Weltmeisterschaften 2005
Der Hauptteil der 40. Biathlon-Weltmeisterschaften fand vom 4. bis 13. März 2005 im Langlauf- und Biathlonzentrum von Hochfilzen/Pillerseetal, Österreich, statt. Zusätzlich gab es zum ersten Mal die Austragung einer Mixed-Staffel, die als Weltmeisterschaft gewertet wurde. Das Rennen wurde im Rahmen des letzten Weltcups der Saison am 13. März 2005 in Chanty-Mansijsk, Russland, ausgetragen.
Im Folgejahr standen als Saisonhöhepunkt turnusmäßig die Olympischen Winterspiele auf dem Programm. Deshalb kam 2006 nur die noch nichtolympische Mixed-Staffel als Weltmeisterschaft zur Austragung.

## Wettbewerbe
In Hochfilzen standen mit Sprint, Verfolgung, Einzelwettkampf, Massenstart und Staffel – jeweils für Frauen und Männer – dieselben Disziplinen auf dem WM-Programm wie bei den Weltmeisterschaften in den Jahren zuvor.
In Chanty-Mansijsk wurde nun auch die Mixed-Staffel ins WM-Angebot aufgenommen. Die Regeln waren noch nicht so standardisiert, wie das später der Fall war. Pro Nation konnten zwei Teams bestehend aus zwei Frauen und zwei Männern an den Start gehen und es wurden 4 × 6 km gelaufen. Die Reihenfolge war festgelegt mit Frau – Mann – Frau – Mann.

## Resultate Männer

### Sprint 10 km
| Platz | Sportler             | Zeit/Rückstand | Schießfehler |
| ----- | -------------------- | -------------- | ------------ |
| 01    | Ole Einar Bjørndalen | 024:37,5 min   | 1 (1-0)      |
| 02    | Sven Fischer         | +10,5 s        | 1 (1-0)      |
| 03    | Ilmārs Bricis        | +24,0 s        | 0 (0-0)      |
| 04    | Sergei Tschepikow    | +26,3 s        | 1 (0-1)      |
| 05    | Nikolai Kruglow      | +34,1 s        | 0 (0-0)      |
| 06    | Michael Greis        | +41,9 s        | 1 (1-0)      |
| 07    | Ricco Groß           | +49,4 s        | 1 (0-1)      |
| 08    | Carl Johan Bergman   | +51,2 s        | 1 (0-1)      |
| 09    | Tomasz Sikora        | +51,5 s        | 1 (0-1)      |
| 10    | Vincent Defrasne     | +53,5 s        | 1 (0-1)      |
|       |                      |                |              |
| 23    | Matthias Simmen      | +1:28,8 min    | 1 (1-0)      |
|       |                      |                |              |
| 25    | Wilfried Pallhuber   | +1:30,4 min    | 1 (1-0)      |
|       |                      |                |              |
| 32    | Friedrich Pinter     | +1:41,1 min    | 1 (0-1)      |
|       |                      |                |              |
| 40    | Daniel Mesotitsch    | +1:53,6 min    | 1 (0-1)      |
|       |                      |                |              |
| 42    | Wolfgang Perner      | +1:54,2 min    | 2 (0-2)      |
|       |                      |                |              |
| 52    | Simon Hallenbarter   | +2:17,0 min    | 3 (1-2)      |
|       |                      |                |              |
| 55    | Wolfgang Rottmann    | +2:19,9 min    | 5 (0-5)      |
| 56    | Andreas Birnbacher   | +2:21,6 min    | 3 (1-2)      |
|       |                      |                |              |
| 58    | Christian De Lorenzi | +2:23,6 min    | 3 (1-2)      |
|       |                      |                |              |
| 61    | Mario Denoth         | +2:28,5 min    | 3 (1-2)      |
|       |                      |                |              |
| 75    | Roland Zwahlen       | +3:16,6 min    | 4 (0-4)      |
| …     |                      |                |              |

Datum: 5. März 2005

### Verfolgung 12,5 km
| Platz | Sportler             | Zeit/Rückstand | Schießfehler |
| ----- | -------------------- | -------------- | ------------ |
| 01    | Ole Einar Bjørndalen | 036:41,4 min   | 3 (0-1-1-1)  |
| 02    | Sergei Tschepikow    | +39,2 s        | 0 (0-0-0-0)  |
| 03    | Sven Fischer         | +50,7 s        | 2 (2-0-1-0)  |
| 04    | Nikolai Kruglow      | +1:11,1 min    | 1 (0-0-0-1)  |
| 05    | Michael Greis        | +1:16,1 min    | 1 (0-0-0-1)  |
| 06    | Ricco Groß           | +1:53,9 min    | 3 (0-1-2-0)  |
| 07    | Vincent Defrasne     | +2:16,7 min    | 3 (1-1-1-0)  |
| 08    | Andrij Derysemlja    | +2:29,6 min    | 5 (0-2-2-1)  |
| 09    | Raphaël Poirée       | +2:32,5 min    | 4 (0-0-2-2)  |
| 10    | Tomasz Sikora        | +2:33,6 min    | 5 (1-1-3-0)  |
|       |                      |                |              |
| 13    | Wilfried Pallhuber   | +2:58,4 min    | 4 (1-0-1-2)  |
|       |                      |                |              |
| 21    | Wolfgang Rottmann    | +3:20,0 min    | 4 (1-0-3-0)  |
|       |                      |                |              |
| 27    | Matthias Simmen      | +4:06,7 min    | 6 (1-1-1-3)  |
| 28    | Friedrich Pinter     | +4:09,6 min    | 2 (0-0-2-0)  |
|       |                      |                |              |
| 41    | Wolfgang Perner      | +5:15,4 min    | 6 (0-1-3-2)  |
|       |                      |                |              |
| 45    | Christian De Lorenzi | +5:47,5 min    | 7 (1-0-4-2)  |
|       |                      |                |              |
| DNF   | Daniel Mesotitsch    |                |              |
| DNF   | Andreas Birnbacher   |                |              |

Datum: 6. März 2005

### Einzel 20 km
| Platz | Sportler             | Zeit/Rückstand | Schießfehler |
| ----- | -------------------- | -------------- | ------------ |
| 01    | Roman Dostál         | 1:00:24,5 h00  | 1 (0-0-0-1)  |
| 02    | Michael Greis        | 00+9,4 s       | 0 (0-0-0-0)  |
| 03    | Ricco Groß           | 0+26,9 s       | 2 (1-0-0-1)  |
| 04    | Sven Fischer         | 0+1:05,2 min   | 3 (0-1-1-1)  |
| 05    | Tomasz Sikora        | 0+1:55,0 min   | 3 (0-1-1-1)  |
| 06    | Ole Einar Bjørndalen | 0+2:01,7 min   | 5 (1-1-0-3)  |
| 07    | Vesa Hietalahti      | 0+2:22,1 min   | 2 (0-1-1-0)  |
| 08    | Raphaël Poirée       | 0+2:26,3 min   | 2 (1-1-0-0)  |
| 09    | Michal Šlesingr      | 0+2:41,6 min   | 3 (0-1-1-1)  |
| 10    | Wilfried Pallhuber   | 0+3:10,8 min   | 3 (1-1-0-1)  |
|       |                      |                |              |
| 13    | Christian De Lorenzi | 0+3:25,4 min   | 3 (0-2-0-1)  |
|       |                      |                |              |
| 16    | Matthias Simmen      | 0+3:39,3 min   | 3 (1-1-0-1)  |
|       |                      |                |              |
| 19    | Daniel Graf          | 0+4:05,7 min   | 3 (0-1-1-1)  |
| 20    | Wolfgang Rottmann    | 0+4:23,6 min   | 4 (0-1-0-3)  |
| 21    | Simon Hallenbarter   | 0+4:25,5 min   | 4 (1-0-3-0)  |
|       |                      |                |              |
| 26    | Wolfgang Perner      | 0+5:18,3 min   | 5 (0-2-1-2)  |
|       |                      |                |              |
| 29    | Daniel Mesotitsch    | 0+5:19,6 min   | 4 (0-1-2-1)  |
|       |                      |                |              |
| 41    | Roland Zwahlen       | 0+7:06,5 min   | 5 (0-1-1-3)  |
| 42    | Christoph Sumann     | +7:07,0 min    | 7 (1-3-1-2)  |
|       |                      |                |              |
| 75    | Ivan Joller          | +11:22,6 min   | 7 (2-3-1-1)  |
| …     |                      |                |              |

Datum: 9. März 2005

### Massenstart 15 km
| Platz | Sportler             | Zeit/Rückstand | Schießfehler |
| ----- | -------------------- | -------------- | ------------ |
| 01    | Ole Einar Bjørndalen | 040:51,9 min   | 3 (1-0-2-0)  |
| 02    | Sven Fischer         | +11,0 s        | 3 (0-1-1-1)  |
| 03    | Raphaël Poirée       | +20,6 s        | 2 (0-0-1-1)  |
| 04    | Nikolai Kruglow      | +27,3 s        | 1 (0-0-0-1)  |
| 05    | Tomasz Sikora        | +30,7 s        | 2 (0-0-2-0)  |
| 06    | Andrij Derysemlja    | +33,2 s        | 2 (2-0-0-0)  |
| 07    | Ricco Groß           | +34,5 s        | 2 (0-1-1-0)  |
| 08    | Sergej Tschepikow    | +36,7 s        | 2 (0-0-1-1)  |
| 09    | Oleksandr Bilanenko  | +37,7 s        | 0 (0-0-0-0)  |
| 10    | Michael Greis        | +46,1 s        | 2 (0-0-0-2)  |
|       |                      |                |              |
| 17    | Daniel Graf          | +1:36,9 min    | 2 (1-0-1-0)  |
|       |                      |                |              |
| 19    | Wolfgang Rottmann    | +1:47,2 min    | 3 (1-1-1-1)  |
|       |                      |                |              |
| 23    | Wilfried Pallhuber   | +2:09,7 min    | 2 (0-1-1-0)  |
|       |                      |                |              |
| 25    | Ludwig Gredler       | +2:50,9 min    | 4 ( 0-1-1-2) |
|       |                      |                |              |
| 30    | Matthias Simmen      | +4:26,6 min    | 6 (2-2-2-0)  |

Datum: 13. März 2005

### Staffel 4 × 7,5 km
| Platz | Land/Sportler                                                                                             | Zeit/Rückstand | Schießfehler                            |
| ----- | --- | -------------- | --------------------------------------- |
| 01    | Norwegen 0000Halvard Hanevold 0000Stian Eckhoff 0000Egil Gjelland 0000Ole Einar Bjørndalen                | 1:21:59,2 h00  | 0+4 0+5 0+3 0+4 0+0 0+1 0+1 0+0 0+0 0+0 |
| 02    | Russland 0000Sergei Roschkow 0000Nikolai Kruglow 0000Pawel Rostowzew 0000Sergei Tschepikow                | +26,0 s        | 0+3 0+2 0+0 0+0 0+0 0+1 0+1 0+0 0+2 0+1 |
| 03    | Österreich 0000Daniel Mesotitsch 0000Friedrich Pinter 0000Wolfgang Rottmann 0000Christoph Sumann          | +43,3 s        | 0+0 0+4 0+0 0+0 0+0 0+2 0+0 0+1         |
| 04    | Belarus 0000Aljaksandr Syman 0000Sjarhej Nowikau 0000Rustam Waliullin 0000Oleg Ryschenkow                 | +59,2 s        | 0+1 1+6 0+0 0+1 0+0 0+0 0+0 0+2 0+1 1+3 |
| 05    | Frankreich 0000Julien Robert 0000Vincent Defrasne 0000Ferréol Cannard 0000Raphaël Poirée                  | 0+1:45,2 min   | 0+0 0+4 0+0 0+1 0+0 0+0 0+0 0+2         |
| 06    | Deutschland 0000Alexander Wolf 0000Ricco Groß 0000Sven Fischer 0000Michael Greis                          | 0+1:59,1 min   | 1+8 1+6 1+3 0+3 0+2 1+3 0+3 0+0 0+0 0+0 |
| 07    | Schweden 0000David Ekholm 0000Björn Ferry 0000Mattias Nilsson 0000Carl Johan Bergman                      | 0+3:12,0 min   | 0+3 1+7 0+2 1+3 0+0 0+2 0+1 0+2 0+0 0+0 |
| 08    | Polen 0000Wiesław Ziemianin 0000Grzegorz Bodziana 0000Tomasz Sikora 0000Krzysztof Pływaczyk               | 0+3:31,8 min   | 0+1 1+8 0+0 0+2 0+0 1+3 0+0 0+2 0+1 0+1 |
| 09    | Italien 0000Christian De Lorenzi 0000René-Laurent Vuillermoz 0000Wilfried Pallhuber 0000Paolo Longo       | 0+3:58,0 min   | 0+6 1+7 0+3 0+1 0+1 0+0 0+1 1+3 0+1 0+3 |
| 10    | Ukraine 0000Wjatscheslaw Derkatsch 0000Oleksandr Bilanenko 0000Oleksij Korobejnikow 0000Andrij Derysemlja | 0+4:02,0 min   | 0+5 2+7 0+2 0+1 0+1 0+0 0+2 2+3 0+0 0+3 |
|       | |                |                                         |
| 18    | Schweiz 0000Simon Hallenbarter 0000Matthias Simmen 0000Roland Zwahlen 0000Mario Denoth                    | 0+7:37,2 min   | 3+6 3+8 2+3 0+0 0+0 0+3 0+0 0+2 1+3 3+3 |
| …     | |                |                                         |

Datum: 12. März 2005

## Resultate Frauen

### Sprint 7,5 km
| Platz | Sportlerin              | Zeit/Rückstand | Schießfehler |
| ----- | ----------------------- | -------------- | ------------ |
| 01    | Uschi Disl              | 021:58,6 min   | 0 (0-0)      |
| 02    | Olga Saizewa            | 0+3,5 s        | 0 (0-0)      |
| 03    | Alena Subrylawa         | +26,6 s        | 0 (0-0)      |
| 04    | Sandrine Bailly         | +34,1 s        | 2 (0-2)      |
| 05    | Liu Xianying            | +34,7 s        | 1 (0-1)      |
| 06    | Olga Pyljowa            | +43,8 s        | 1 (0-1)      |
| 07    | Anna Bogali-Titowez     | +49,0 s        | 2 (1-1)      |
| 08    | Oksana Chwostenko       | +53,2 s        | 1 (0-1)      |
| 09    | Florence Baverel-Robert | +1:03,7 min    | 0 (0-0)      |
| 10    | Anna Carin Olofsson     | +1:09,5 min    | 1 (0-1)      |
|       |                         |                |              |
| 28    | Kati Wilhelm            | +1:44,2 min    | 4 (1-3)      |
|       |                         |                |              |
| 31    | Katrin Apel             | +1:53,3 min    | 4 (1-3)      |
| 32    | Simone Denkinger        | +1:53,6 min    | 4 (1-3)      |
|       |                         |                |              |
| 42    | Anna Sprung             | +2:22,3 min    | 2 (1-1)      |
|       |                         |                |              |
| 45    | Saskia Santer           | +2:26,3 min    | 3 (1-2)      |
|       |                         |                |              |
| 46    | Michela Ponza           | +2:33,2 min    | 2 (1-1)      |
|       |                         |                |              |
| 63    | Nathalie Santer         | +3:38,3 min    | 6 (3-3)      |
|       |                         |                |              |
| 68    | Katja Haller            | +3:54,2 min    | 3 (1-2)      |
| …     |                         |                |              |

Datum: 5. März 2005

### Verfolgung 10 km
| Platz | Sportlerin                  | Zeit/Rückstand | Schießfehler |
| ----- | --------------------------- | -------------- | ------------ |
| 01    | Uschi Disl                  | 033:32,5 min   | 4 (1-0-2-1)  |
| 02    | Liu Xianying                | +17,9 s        | 4 (0-1-1-2)  |
| 03    | Olga Saizewa                | +40,6 s        | 4 (0-1-1-2)  |
| 04    | Olga Pyljowa                | +49,5 s        | 4 (3-0-0-1)  |
| 05    | Anna Bogali-Titowez         | +51,9 s        | 4 (2-0-0-2)  |
| 06    | Anna Carin Olofsson         | +53,6 s        | 4 (1-0-0-3)  |
| 07    | Katrin Apel                 | +1:04,3 min    | 3 (1-0-1-1)  |
| 08    | Florence Baverel-Robert     | +1:09,2 min    | 2 (0-0-2-0)  |
| 09    | Sandrine Bailly             | +1:20,5 min    | 6 (0-2-2-2)  |
| 10    | Gro Marit Istad-Kristiansen | +1:28,9 min    | 4 (0-0-2-2)  |
|       |                             |                |              |
| 13    | Kati Wilhelm                | +1:45,5 min    | 5 (1-1-2-1)  |
|       |                             |                |              |
| 25    | Anna Sprung                 | +3:02,6 min    | 3 (1-0-1-1)  |
|       |                             |                |              |
| 32    | Simone Denkinger            | +3:30,8 min    | 7 (2-1-1-3)  |
|       |                             |                |              |
| 35    | Michela Ponza               | +3:55,9 min    | 3 (1-1-1-0)  |
|       |                             |                |              |
| 43    | Saskia Santer               | +4:51,0 min    | 7 (1-1-3-2)  |
| …     |                             |                |              |

Datum: 6. März 2005

### Einzel 15 km
| Platz | Sportlerin            | Zeit/Rückstand | Schießfehler |
| ----- | --------------------- | -------------- | ------------ |
| 01    | Andrea Henkel         | 0052:37,5 min  | 1 (0-1-0-0)  |
| 02    | Sun Ribo              | 0+30,2 s       | 2 (0-1-0-1)  |
| 03    | Linda Tjørhom         | 0+34,3 s       | 1 (1-0-0-0)  |
| 04    | Sandrine Bailly       | 0+41,5 s       | 3 (0-1-1-1)  |
| 05    | Ekaterina Dafowska    | 0+44,2 s       | 2 (0-1-0-1)  |
| 06    | Olga Pyljowa          | 0+52,3 s       | 2 (1-0-0-1)  |
| 07    | Anna Bogali-Titowez   | 0+1:16,5 min   | 2 (1-0-0-1)  |
| 08    | Anna Carin Olofsson   | 0+2:04,6 min   | 4 (0-2-0-2)  |
| 09    | Oksana Chwostenko     | 0+2:13,5 min   | 2 (0-0-1-1)  |
| 10    | Swetlana Ischmuratowa | 0+2:16,7 min   | 3 (0-0-1-2)  |
|       |                       |                |              |
| 14    | Michela Ponza         | 0+3:30,6 min   | 3 (0-2-0-1)  |
|       |                       |                |              |
| 27    | Kati Wilhelm          | 0+4:18,1 min   | 5 (1-1-2-1)  |
|       |                       |                |              |
| 33    | Katrin Apel           | 0+5:05,5 min   | 4 (0-1-2-1)  |
| 34    | Uschi Disl            | 0+5:09,1 min   | 6 (0-2-0-4)  |
|       |                       |                |              |
| 40    | Saskia Santer         | 0+5:48,2 min   | 6 (1-1-2-2)  |
|       |                       |                |              |
| 43    | Anna Sprung           | 0+6:37,7 min   | 6 (3-0-3-0)  |
|       |                       |                |              |
| 58    | Nathalie Santer       | 0+8:06,4 min   | 7 (2-0-0-5)  |
|       |                       |                |              |
| 81    | Romina Demetz         | +11:04,1 min   | 7 (1-3-1-2)  |
| …     |                       |                |              |

Datum: 8. März 2005

### Massenstart 12,5 km
| Platz | Sportlerin                  | Zeit/Rückstand | Schießfehler |
| ----- | --------------------------- | -------------- | ------------ |
| 01    | Gro Marit Istad-Kristiansen | 041:40,3 min   | 4 (0-1-0-3)  |
| 02    | Anna Carin Olofsson         | 0+3,7 s        | 3 (0-1-1-1)  |
| 03    | Olga Pyljowa                | 0+8,4 s        | 3 (1-1-1-0)  |
| 04    | Liu Xianying                | +12,7 s        | 4 (2-1-1-0)  |
| 05    | Kati Wilhelm                | +17,7 s        | 3 (1-0-1-1)  |
| 06    | Kong Yingchao               | +21,2 s        | 4 (2-2-0-0)  |
| 07    | Andrea Henkel               | +38,7 s        | 3 (0-0-2-1)  |
| 08    | Oksana Chwostenko           | +1:05,4 min    | 3 (1-1-0-1)  |
| 09    | Sandrine Bailly             | +1:16,3 min    | 5 (2-0-2-1)  |
| 10    | Uschi Disl                  | +1:19,0 min    | 6 (1-1-4-0)  |
|       |                             |                |              |
| 14    | Michela Ponza               | +1:31,0 min    | 2 (0-0-0-2)  |
|       |                             |                |              |
| 16    | Katrin Apel                 | +1:37,9 min    | 6 (0-2-3-1)  |

Datum: 13. März 2005

### Staffel 4 × 6 km
| Platz | Land/Sportlerinnen                                                                                      | Zeit/Rückstand | Schießfehler                            |
| ----- | --- | -------------- | --------------------------------------- |
| 01    | Russland 0000Olga Pyljowa 0000Swetlana Ischmuratowa 0000Anna Bogali-Titowez 0000Olga Saizewa            | 1:13:44,4 h00  | 0+6 0+1 0+1 0+0 0+2 0+1 0+0 0+0 0+3 0+0 |
| 02    | Deutschland 0000Uschi Disl 0000Katrin Apel 0000Andrea Henkel 0000Kati Wilhelm                           | +41,4 s        | 0+7 1+5 0+3 1+3 0+2 0+0 0+1 0+0 0+2 0+2 |
| 03    | Belarus 0000Jekaterina Iwanowa 0000Wolha Nasarawa 0000Ljudmila Ananka 0000Alena Subrylawa               | +53,2 s        | 0+0 1+9 0+0 1+3 0+0 0+2 0+0 0+1 0+0 0+3 |
| 04    | Frankreich 0000Delphyne Peretto 0000Florence Baverel-Robert 0000Anne-Laure Mignerey 0000Sandrine Bailly | 0+1:23,7 min   | 0+3 0+1 0+0 0+1 0+0 0+0 0+2 0+0 0+1 0+0 |
| 05    | Norwegen 0000Tora Berger 0000Liv Kjersti Eikeland 0000Gro Marit Istad-Kristiansen 0000Linda Tjørhom     | 0+1:34,3 min   | 0+3 2+7 0+0 0+3 0+1 2+3 0+2 0+1 0+0 0+0 |
| 06    | Slowakei 0000Anna Murínová 0000Martina Halinárová 0000Marcela Pavkovčeková 0000Soňa Mihoková            | 0+1:51,5 min   | 0+2 0+3 0+0 0+1 0+1 0+0 0+0 0+1 0+1 0+1 |
| 07    | Ukraine 0000Oksana Jakowljewa 0000Irina Tananaiko 0000Nina Lemesch 0000Oksana Chwostenko                | 0+2:07,7 min   | 0+3 1+5 0+1 0+1 0+0 0+0 0+2 0+1 0+0 1+3 |
| 08    | Slowenien 0000Teja Gregorin 0000Dijana Grudicek 0000Andreja Mali 0000Tadeja Brankovič                   | 0+2:08,6 min   | 0+6 0+3 0+0 0+0 0+2 0+0 0+2 0+3         |
| 09    | Bulgarien 0000Radka Popowa 0000Pawlina Filipowa 0000Nina Kadewa 0000Ekaterina Dafowska                  | 0+2:15,0 min   | 0+2 1+6 0+1 1+3 0+0 0+1 0+1 0+0 0+0 0+2 |
| 10    | Tschechien 0000Lenka Faltusová 0000Zdeňka Vejnarová 0000Irena Česneková 0000Kateřina Holubcová          | 0+1:51,5 min   | 0+1 0+3 0+0 0+1 0+1 0+0 0+0 0+1         |
|       | |                |                                         |
| 13    | Italien 0000Michela Ponza 0000Saskia Santer 0000Nathalie Santer 0000Katja Haller                        | 0+4:05,9 min   | 0+5 1+6 0+1 0+0 0+2 0+2 0+1 1+3 0+1 0+1 |
| …     | |                |                                         |

Datum: 11. März 2005
Insgesamt waren Staffeln aus 19 Nationen am Start, Österreich und die Schweiz waren nicht vertreten.

## Resultate Mixed – ausgetragen in Chanty-Mansijsk

### Mixed-Staffel 4 × 6 km
| Platz | Land / Sportler – Sportlerinnen                                                                              | Zeit/Rückstand | Schießfehler                            |
| ----- | --- | -------------- | --------------------------------------- |
| 01    | Russland I 0000Olga Pyljowa 0000Swetlana Ischmuratowa 0000Iwan Tscheresow 0000Nikolai Nikolajewitsch Kruglow | 1:13:24,1 h00  | 0+5 0+4 0+1 0+2 0+2 0+0 0+1 0+0 0+1 0+2 |
| 02    | Russland II 0000Anna Bogaliy-Titovets 0000Olga Saizewa 0000Sergei Tschepikow 0000Sergei Roschkow             | 0+7,3 s        | 1+4 0+3 0+0 0+0 1+3 0+0 0+0 0+0 0+1 0+3 |
| 03    | Deutschland I 0000Uschi Disl 0000Kati Wilhelm 0000Michael Greis 0000Ricco Groß                               | +34,2 s        | 1+5 0+10 1+3 0+3 0+1 0+2 0+0 0+3        |
| 04    | Tschechien 0000Kateřina Holubcová 0000Irena Česneková 0000Roman Dostál 0000Michal Šlesingr                   | +36,0 s        | 0+2 1+4 0+0 0+0 0+0 0+1 0+0 0+0 0+2 1+3 |
| 05    | Frankreich II 0000Delphyne Peretto 0000Anne-Laure Mignerey 0000Julien Robert 0000Ferréol Cannard             | +45,9 s        | 0+5 0+4 0+1 0+0 0+1 0+1 0+0 0+3 0+3 0+0 |
| 06    | Frankreich I 0000Sandrine Bailly 0000Florence Baverel-Robert 0000Vincent Defrasne 0000Raphaël Poirée         | 0+1:07,9 min   | 1+3 0+6 0+0 0+2 0+0 0+0 1+3 0+3 0+0 0+1 |
| 07    | Ukraine I 0000Oksana Chwostenko 0000Nina Lemesch 0000Andrij Derysemlja 0000Wjatscheslaw Derkatsch            | 0+1:10,1 min   | 0+5 0+7 0+0 0+0 0+2 0+3 0+1 0+3 0+2 0+1 |
| 08    | Polen 0000Krystyna Palka 0000Magdalena Gwizdoń 0000Wiesław Ziemianin 0000Tomasz Sikora                       | 0+1:23,0 min   | 0+5 0+4 0+0 0+0 0+1 0+3 0+1 0+0 0+3 0+1 |
| 09    | Slowenien 0000Teja Gregorin 0000Tadeja Brankovič 0000Janez Ožbolt 0000Janez Marič                            | 0+2:49,0 min   | 0+3 2+5 0+0 0+3 0+0 0+0 0+1 0+1 0+2 2+3 |
| 10    | Norwegen 0000Tora Berger 0000Liv Kjersti Eikeland 0000Halvard Hanevold 0000Stian Eckhoff                     | 0+3:12,0 min   | 0+4 3+8 0+3 0+2 0+0 2+3 0+0 0+0 0+1 1+3 |
|       | |                |                                         |
| 17    | Deutschland II 0000Simone Denkinger 0000Andrea Henkel 0000Michael Rösch 0000Alexander Wolf                   | 0+4:53,9 min   | 4+9 2+8 1+3 0+2 0+0 1+3 2+3 1+3 1+3 0+0 |
|       | |                |                                         |
| 19    | Italien 0000Michela Ponza 0000Saskia Santer 0000René-Laurent Vuillermoz 0000Wilfried Pallhuber               | 0+6:14,8 min   | 2+9 3+8 0+1 0+0 2+3 2+3 0+3 1+3 0+2 0+2 |
| …     | |                |                                         |

Datum: 20. März 2005

## Medaillenspiegel
| Platz | Nation              | Gold | Silber | Bronze | Gesamt |
| ----- | ------------------- | ---- | ------ | ------ | ------ |
| 01    | Norwegen            | 5    | 0      | 1      | 6      |
| 02    | Deutschland         | 3    | 4      | 2      | 9      |
| 03    | Russland            | 1    | 4      | 1      | 6      |
| 04    | Tschechien          | 1    | 0      | 0      | 1      |
| 05    | Volksrepublik China | 0    | 2      | 0      | 2      |
| 06    | Belarus             | 0    | 0      | 2      | 2      |
| 07    | Schweden            | 0    | 1      | 0      | 1      |
| 08    | Frankreich          | 0    | 0      | 1      | 1      |
| 08    | Österreich          | 0    | 0      | 1      | 1      |
| 08    | Lettland            | 0    | 0      | 1      | 1      |

| Platz | Land        | Athlet               | Gold | Silber | Bronze | Gesamt |
| ----- | ----------- | -------------------- | ---- | ------ | ------ | ------ |
| 01    | Norwegen    | Ole Einar Bjørndalen | 4    | 0      | 0      | 4      |
| 02    | Russland    | Nikolai Kruglow      | 1    | 1      | 0      | 2      |
| 03    | Tschechien  | Roman Dostál         | 1    | 0      | 0      | 1      |
| 03    | Norwegen    | Halvard Hanevold     | 1    | 0      | 0      | 1      |
| 03    | Norwegen    | Stian Eckhoff        | 1    | 0      | 0      | 1      |
| 03    | Norwegen    | Egil Gjelland        | 1    | 0      | 0      | 1      |
| 03    | Russland    | Iwan Tscheresow      | 1    | 0      | 0      | 1      |
| 08    | Russland    | Sergei Tschepikow    | 0    | 3      | 0      | 3      |
| 09    | Deutschland | Sven Fischer         | 0    | 2      | 1      | 3      |
| 10    | Russland    | Sergei Roschkow      | 0    | 2      | 0      | 2      |
| 11    | Deutschland | Michael Greis        | 0    | 1      | 1      | 2      |
| 12    | Russland    | Pawel Rostowzew      | 0    | 1      | 0      | 1      |
| 13    | Deutschland | Ricco Groß           | 0    | 0      | 2      | 2      |
| 14    | Lettland    | Ilmārs Bricis        | 0    | 0      | 1      | 1      |
| 14    | Frankreich  | Raphaël Poirée       | 0    | 0      | 1      | 1      |
| 14    | Osterreich  | Daniel Mesotitsch    | 0    | 0      | 1      | 1      |
| 14    | Osterreich  | Friedrich Pinter     | 0    | 0      | 1      | 1      |
| 14    | Osterreich  | Wolfgang Rottmann    | 0    | 0      | 1      | 1      |
| 14    | Osterreich  | Christoph Sumann     | 0    | 0      | 1      | 1      |

| Platz | Land                | Athletin                    | Gold | Silber | Bronze | Gesamt |
| ----- | ------------------- | --------------------------- | ---- | ------ | ------ | ------ |
| 01    | Deutschland         | Uschi Disl                  | 2    | 1      | 1      | 4      |
| 02    | Russland            | Olga Pyljowa                | 2    | 0      | 1      | 3      |
| 03    | Russland            | Swetlana Ischmuratowa       | 2    | 0      | 0      | 2      |
| 04    | Russland            | Olga Saizewa                | 1    | 2      | 1      | 4      |
| 05    | Deutschland         | Andrea Henkel               | 1    | 1      | 0      | 2      |
| 05    | Russland            | Anna Bogali-Titowez         | 1    | 1      | 0      | 2      |
| 07    | Norwegen            | Gro Marit Istad-Kristiansen | 1    | 0      | 0      | 1      |
| 08    | Deutschland         | Kati Wilhelm                | 0    | 1      | 1      | 2      |
| 09    | China Volksrepublik | Liu Xianying                | 0    | 1      | 0      | 1      |
| 09    | China Volksrepublik | Sun Ribo                    | 0    | 1      | 0      | 1      |
| 09    | Schweden            | Anna Carin Olofsson         | 0    | 1      | 0      | 1      |
| 09    | Deutschland         | Katrin Apel                 | 0    | 1      | 0      | 1      |
| 13    | Belarus 1995        | Alena Subrylawa             | 0    | 0      | 2      | 2      |
| 14    | Norwegen            | Linda Tjørhom               | 0    | 0      | 1      | 1      |
| 14    | Belarus 1995        | Jekaterina Iwanowa          | 0    | 0      | 1      | 1      |
| 14    | Belarus 1995        | Wolha Nasarawa              | 0    | 0      | 1      | 1      |
| 14    | Belarus 1995        | Ljudmila Ananka             | 0    | 0      | 1      | 1      |